# 黃天翱
黃天翱（Tim Wong，1981年5月6日—），香港摇滚樂隊Dear Jane主唱及男歌手。其妻是2003年港姐亞軍楊洛婷。 

## 簡歷
黃天翱生父是導演黃國輝，而杜琪峰是其姑丈。黃天翱在英屬香港出生，11歲跟家人移民美國，在夏威夷大學主修音樂專業。回流香港後，初頭演出過幾套無線電視劇集並做廣告模特，2003年成立樂隊Dear Jane後開始擔當主音。

## 影视作品

### 電視節目
- ViuTV

2018年：《Daddy Kingdom》第4集嘉賓
2020年：《全民造星III》第二次分組比試評判
2023年：《全民造星V》 第二回合評审

### 電影
- 2019年 《極品閨蜜》 飾 Justin
- 2024年 《源生罪》 飾 余奕晨

### 電視劇
- 2003年  《當四葉草碰上劍尖時》飾 陳沛昌
- 2004年  《天涯俠醫》 飾 林峯的好友Alex
- 2005年 《學警雄心》 飾 封德輝